# Volžskij (Oblast' di Samara)
Volžskij (in russo Волжский?) è un insediamento di tipo urbano del distretto Krasnojarskij, nell'oblast' di Samara, in Russia.
Si trova sulla riva destra del fiume Sok alla confluenza nel Volga, a nord di Samara.